# 388

## Decese
- 27 august: Magnus Maximus  (n. 335)
- dată necunoscută: Andragathius  (n. ?)
- dată necunoscută: Paulin al II-lea al Antiohiei pretendent la tronul patriarhal al Antiohiei din 362 până în 388 (n. ?)